# East Hills
East Hills – wieś w Stanach Zjednoczonych, w stanie Nowy Jork, w hrabstwie Nassau.